# Skeetskydning
Skeetskydning eller lerdueskydning er en disciplin inden for skydning, hvor man med et haglgevær skyder efter lerskiver (også kaldet lerduer), der af et mekanisk apparat slynges ud i luften med varierende vinkler. Skeetskydning er en olympisk disciplin, hvor man skyder fem serier à 25 skiver samt yderligree en serie på 25 skiver for de bedste.
Skeetskydning er en international konkurrencedisciplin, der foregår på en bane med to tårne - et højt og et lavt. Der er syv standpladser, som er placeret i en halvmåne, hvor man starter på standplads ét fra venstre og slutter på standplads syv til højre. Derefter rykker man ind mod midten på standplads otte, sammenlagt kommer der 25 duer. der må benyttes ét skud pr. due. 

## Kendte danske skeetskytter
Danmark har gennem årene haft flere internationalt markante skeetskytter:
- Kjeld Rasmussen, europamester 1975 og olympisk mester 1980
- Benny Seifert, verdensmester 1977
- Ole Justesen, verdensmester 1979
- Ole Riber Rasmussen, OL-sølvvinder 1980, nr. 4 ved OL 1996
- Anders Golding, OL-sølvvinder 2012
- Jesper Hansen, verdensmester 2013, europamester 2018 og OL-sølvvinder 2020 (afholdt 2021)
- Emil Petersen, juniorverdensmester 2017 og sølvvinder for hold i World Cup i Lonato 2021

| Sport | Spire Denne artikel om sport er en spire som bør udbygges. Du er velkommen til at hjælpe Wikipedia ved at udvide den. |